# ドラーケンブルク
ドラーケンブルク (ドイツ語: Drakenburg) は、ドイツ連邦共和国ニーダーザクセン州のニーンブルク/ヴェーザー郡に属すフレッケン（市場開催権など一定の自治権が古くから認められていた町村。以下、本項では便宜上「町」と記述する）である。

## 地理
ドラーケンブルクはニーンブルク/ヴェーザー郡にあり、ザムトゲマインデ・ヘームゼンに属す。この町はヴェーザー川に面している。

## 歴史
集落の名前にもなっている中世のドラーケンブルク（標準ドイツ語の Drachenburg = 「ドラゴン城砦」を意味する低地ドイツ語）は、ヴェーザー川河畔に築かれた城砦であった。その構造についてはほとんど判っていない。城はおそらく12世紀にはすでに建てられていた。この城はヴェルペ伯の所有で、13世紀に伯家がノイシュタット・アム・リューベンベルゲに移るまで、一時期は伯の居館として用いられていた。ヴェルペ家が伯位を喪失した後、1302年にドラーケンブルクはホーヤ伯の所領となった。城は、14世紀、おそらくは1390年のマンデルスローのフェーデによって破壊された。その後どの程度の規模でこの城が再建されたのかは定かではない。1450年頃の史料にこの城について言及されている。ただ、1450年以後、城が存続していたことを示す確かな証拠はない。城が1547年のドラーケンブルクの戦いまで存在していたとは考えられない。1390年から1450年までの史料に城に関する記述が見られず、その後もひっそりと消滅していることは、マンデルスローの戦いで破棄されて以降、その重要性は失われていたことを示している。少なくとも三十年戦争の時代にはすでに城が存在していなかったことは明らかである。城趾は、いつの間にか、おそらくは17世紀のヴェーザー川の氾濫の際に土塁ごと破壊された。現在ではその場所すら明確に特定できておらず、推定されている地点はヴェーザー川の川底にあたる。

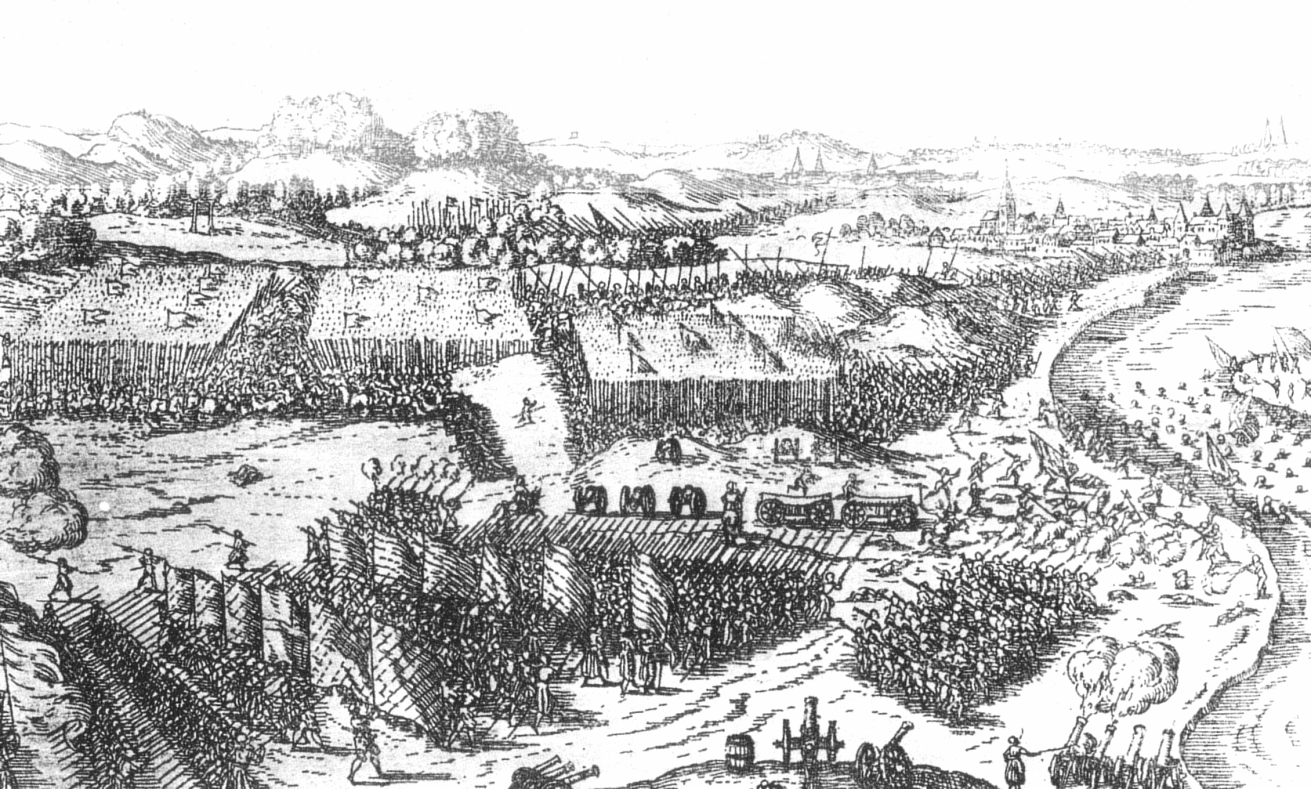
ドラーケンブルクの戦い

シュマルカルデン戦争の際、1547年に皇帝軍がブレーメン包囲を解いた後、ドラーケンブルクの戦いが起きた。この戦いでは、ブラウンシュヴァイク＝リューネブルク公エーリヒ2世と、マンスフェルト伯アルブレヒト7世が率いるシュマルカルデン同盟軍とが、ドラーケンブルク近郊のヴェーザー河畔で野戦を展開した。
その後、中世のドラーケンブルクとは別に、ハインリヒ・フォン・ランツァウによって三翼式の城館が建設された。彼は、クリスティーネ・フォン・ハレとの結婚によりドラーケンブルクの広大な騎士領の領主となった人物であった。三十年戦争では、ティリー伯による第二次ニーンブルク包囲戦の際、1627年にニーンブルクの守備に就いていたデンマーク軍によって焼き払われた。これによって、第一次包囲戦の時に宿営したドラーケンブルクにティリー伯は宿営することができなくなったのである。しかし、この作戦では皇帝軍によるニーンブルク占領まで阻むことはできなかった。ドラーケンブルクの城館は1790年に火災に遭い、現在はルネサンス様式の門（ドラーケンブルクの装飾門）と本館のうちの一棟が遺っている。

## 行政

### 議会
この町の議会は11議席からなる。

### 首長
オラフ・ミールケ (SPD)。

## 文化と見所

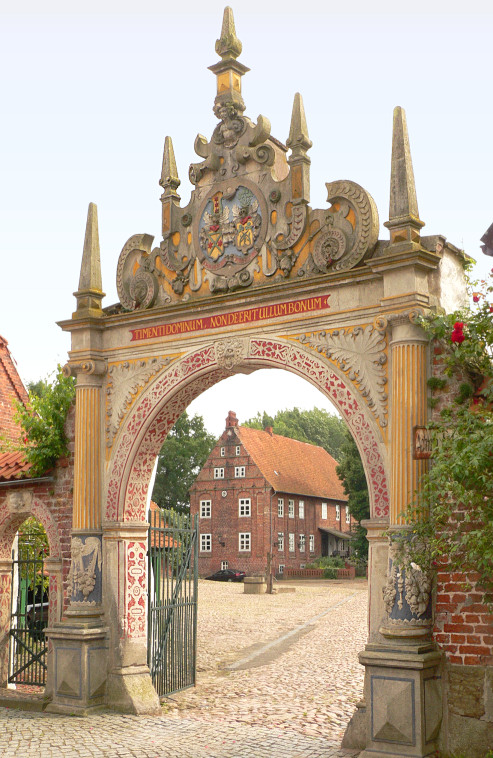
ドラーケンブルクの装飾門

- 中世の教区教会。ドラーケンブルクを拠点とした貴族家の、興味深く芸術的価値の高い後期ゴシック様式やルネサンス様式の墓標板を有している。
- 城主農園と騎士農園
- 城館。歴史的に重要なヴェーザールネサンス様式の建築群。
- 教会農園
- 西のヴェーザー農場
- 郷土博物館「オーレ・シューネ」

- 教会を臨む
- 郷土館。建物の前の石碑はドラーケンブルクの戦いの記念碑
- ヴェーザー川のドラーケンブルク堰

## 引用
1. ↑  Landesamt für Statistik Niedersachsen, LSN-Online Regionaldatenbank, Tabelle A100001G: Fortschreibung des Bevölkerungsstandes, Stand 31. Dezember 2023